# Stammheim (Calw)

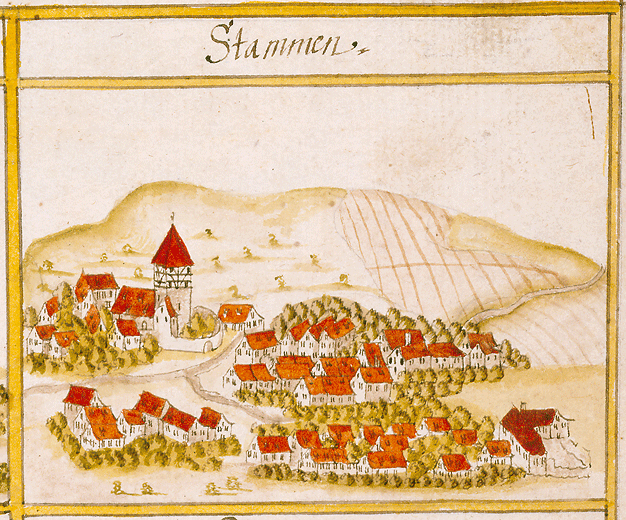
Stammheim 1681 im Kieserschen Forstlagerbuch

Stammheim ist ein Teil der Kreisstadt Calw in Baden-Württemberg.

## Geographie
Stammheim hat knapp 5000 Einwohner und liegt in einer fruchtbaren Mulde des Heckengäus am Ostrand des Schwarzwalds auf einer Höhe von 469 m ü. NHN. Den höchsten Punkt Stammheims markiert der Daumen (schwäbisch: Doma) mit 610,4 m ü. NHN.
In Stammheim befindet sich die Quelle des Schlittenbachs und das Rehgrundbrünnele, aus dem die Rehgrundklinge entspringt.

## Geschichte

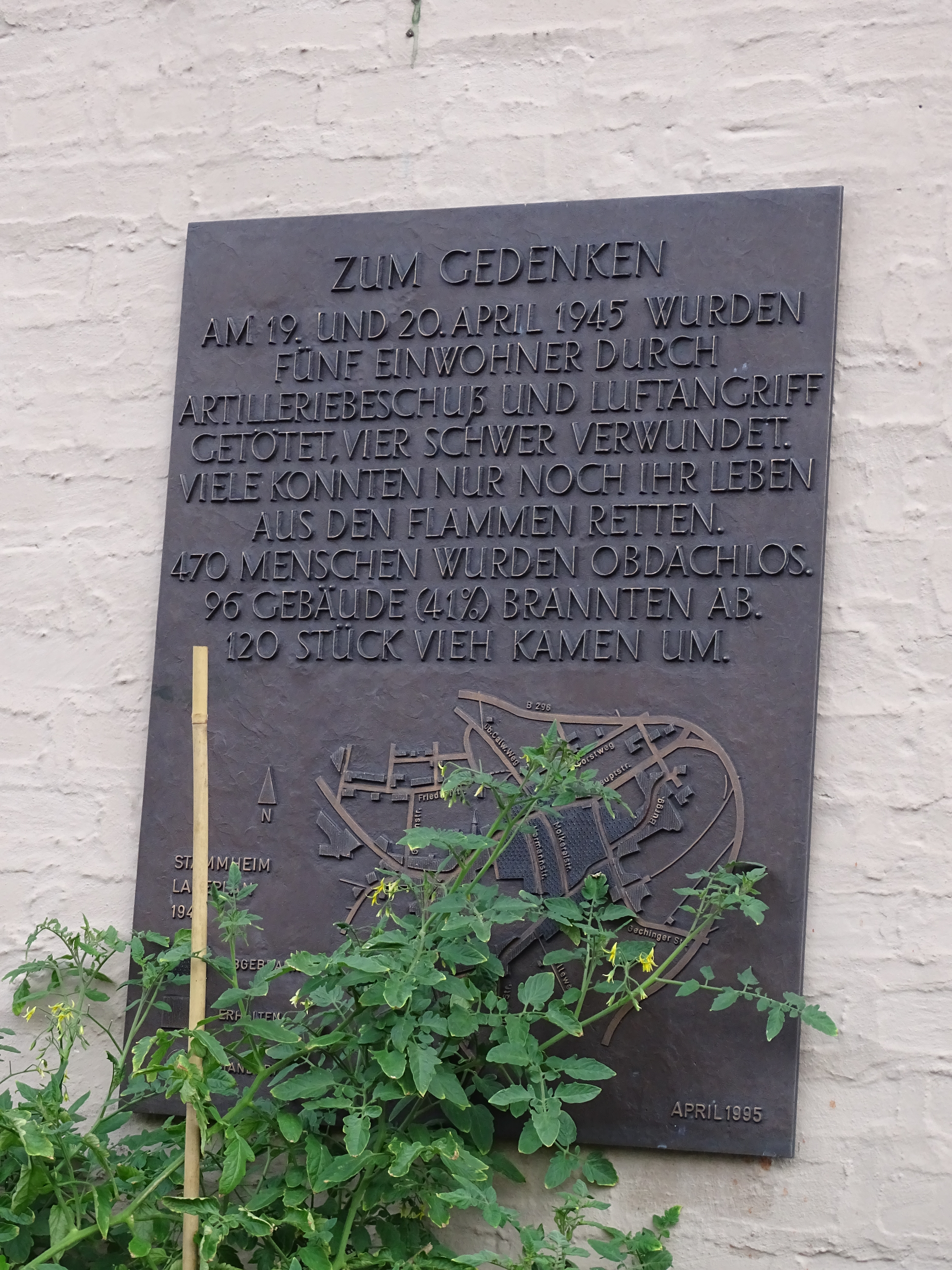
Gedenktafel für die Luftangriffe am Rathaus

Bedingt durch die günstige Lage wurde der Ort schon früh besiedelt und gilt als eine der ältesten Siedlungen der Region. Es gibt Bodenfunde einer keltischen Niederlassung aus dem 5. Jahrhundert v. Chr., und im Bereich des evangelischen Jugendheims wurde eine römische Villa rustica ausgegraben. 1973 wurden alemannische Gräber entdeckt. Von Stammheim aus wurde der Schwarzwald in Richtung Westen christianisiert, dabei wurde in Kentheim eine Filialkirche erbaut.
Die erste urkundliche Erwähnung stammt aus der Zeit um 830. Im Mittelalter gehörte das Dorf zum Kloster Hirsau und kam in der Reformationszeit an das Herzogtum Württemberg. In der Talniederung bestand eine Niederadelsburg, die 1968/69 teilweise vom damaligen Staatlichen Amt für Denkmalpflege ausgegraben wurde. Der historische Kern Stammheims wurde kurz vor Ende des Zweiten Weltkrieges bei einem alliierten Luftangriff und einem folgenden Feuer zu ungefähr 40 % zerstört, fünf Menschen kamen dabei ums Leben.
Im Rahmen der baden-württembergischen Gemeindereform wurde am 1. Januar 1975 Stammheim nach Calw-Hirsau eingemeindet. Am 1. Januar 1976 wurde der Name der Stadt von Calw-Hirsau nach Calw geändert.

## Ehemaliges Gemeindewappen
| Wappen von Stammheim | Blasonierung: „In Rot ein goldener Astschrägbalken, einen aus dem rechten Schildunterrand wachsenden, linksgewendeten, goldenen Abtsstab kreuzend.“ |
| Wappen von Stammheim | |

## Bildung
Stammheim verfügt über drei Kindergärten, eine Grundschule, die Seeäckerschule ein Sonderpädagogisches Bildungs- und Beratungszentrum, ein Sprachheilzentrum und das allgemeinbildende Maria-von-Linden-Gymnasium.

## Kultur und Sehenswürdigkeiten
Ein besonderer Anziehungspunkt für rund 200.000 Menschen jährlich ist das 2004/2005 renovierte traditionsreiche Freibad. Außerdem lockt der nahe Schwarzwald mit seinen Heilquellen und der Schönbuch mit zahlreichen Wanderwegen viele Touristen in die Region.
- Die Martinskirche der Evangelischen Kirchengemeinde Stammheim-Holzbronn[3] im Zentrum des Ortes ist das älteste Bauwerk. Sie ist geistliches Zentrum der zum Kirchenbezirk Calw-Nagold in der Evangelischen Landeskirche in Württemberg gehörigen Ortsgemeinde. Der Turm wurde im 11. Jahrhundert errichtet und Ende des 17. Jahrhunderts aufgestockt, das Chorgewölbe stammt vermutlich aus dem 15. Jahrhundert. Sehenswert sind auch die gut erhaltenen Fresken. Eine Vorgängerkirche gehörte bereits 830 zum Hirsauer Stiftsgut, dem sie 1326 inkorporiert wurde. Die heutige Kirche ist ein spätbarocker Bau von 1790 mit dem Chorturm der Vorgängerkirche. Bei der Renovierung 1929–1931 wurden das vierteilige Südfenster (Altes Testament: Jakobs Himmelsleiter, Jakob am Jabbok; Neues Testament: der arme Lazarus und der Reiche) vom Stuttgarter Kunstmaler Berger entworfen und von der Werkstatt Wilhelm in Rottweil ausgeführt. Der Glaskünstler Wolf-Dieter Kohler schuf 1964 das Tauf-, das Martins- und ein schmales Ornamentfenster.
- Das Fischerhaus gegenüber der Martinskirche, ein Fachwerkhaus aus dem Jahre 1569, wurde 1729 umgebaut und überstand die Brandkatastrophe von 1945 unbeschädigt.
- Das Schlössle wurde 1288 erbaut und war im 14. Jahrhundert im Besitz der Stadelherren von Burg Waldeck, später im Besitz des Klosters Hirsau. Nach einem Brand um 1400 wurde es wieder aufgebaut und 1491 durch den Abt Blasius von Hirsau durch einen Neubau erweitert. 1746 wurde das heutige Haupthaus errichtet.[4][5]
- Darüber hinaus gibt es im zu Stammheim gehörigen Schleiftal an der Unteren Mühle das größte hölzerne oberschlächtige Mühlrad Europas zu besichtigen.[6]

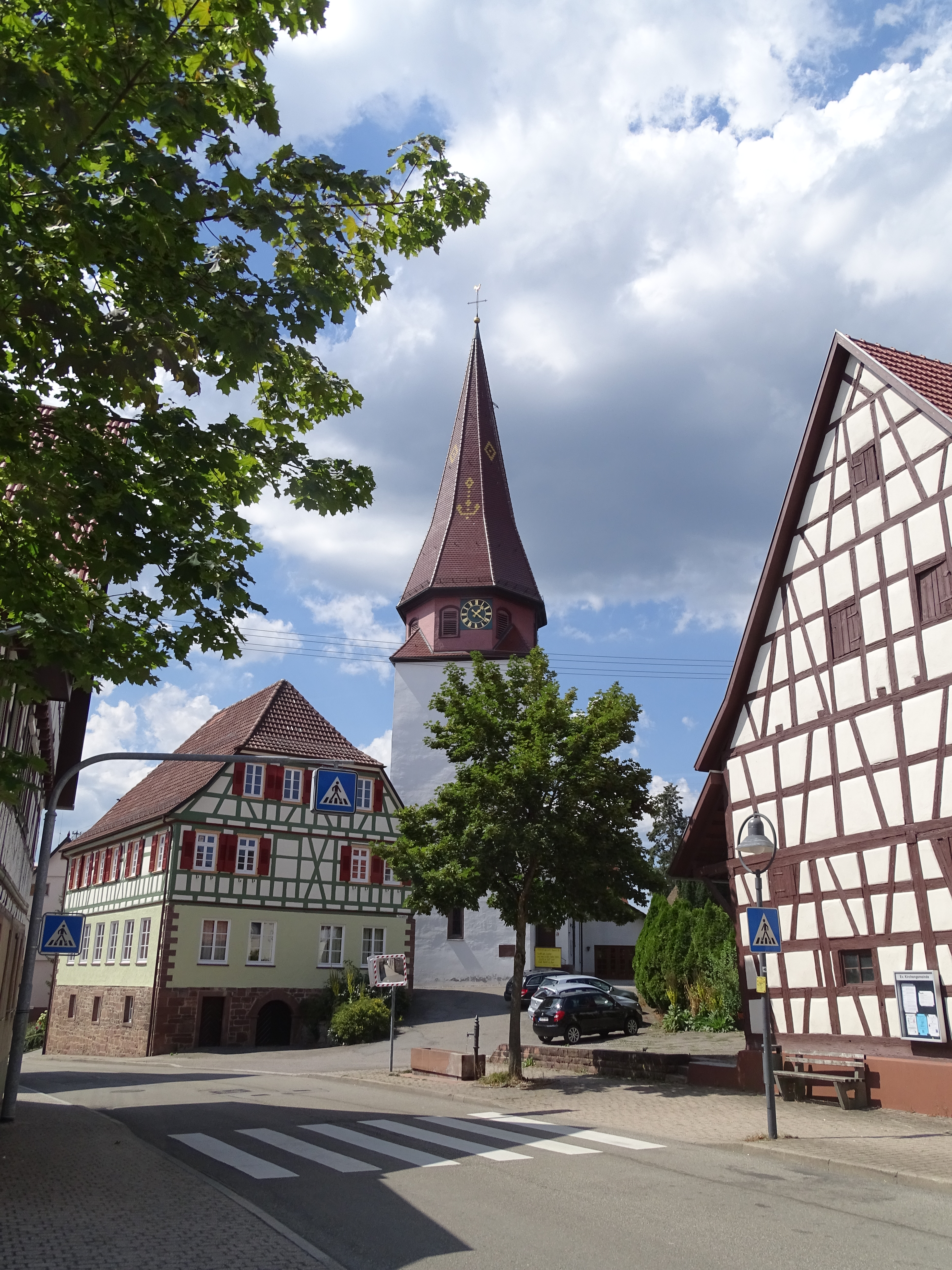
Pfarrhaus links, Martinskirche
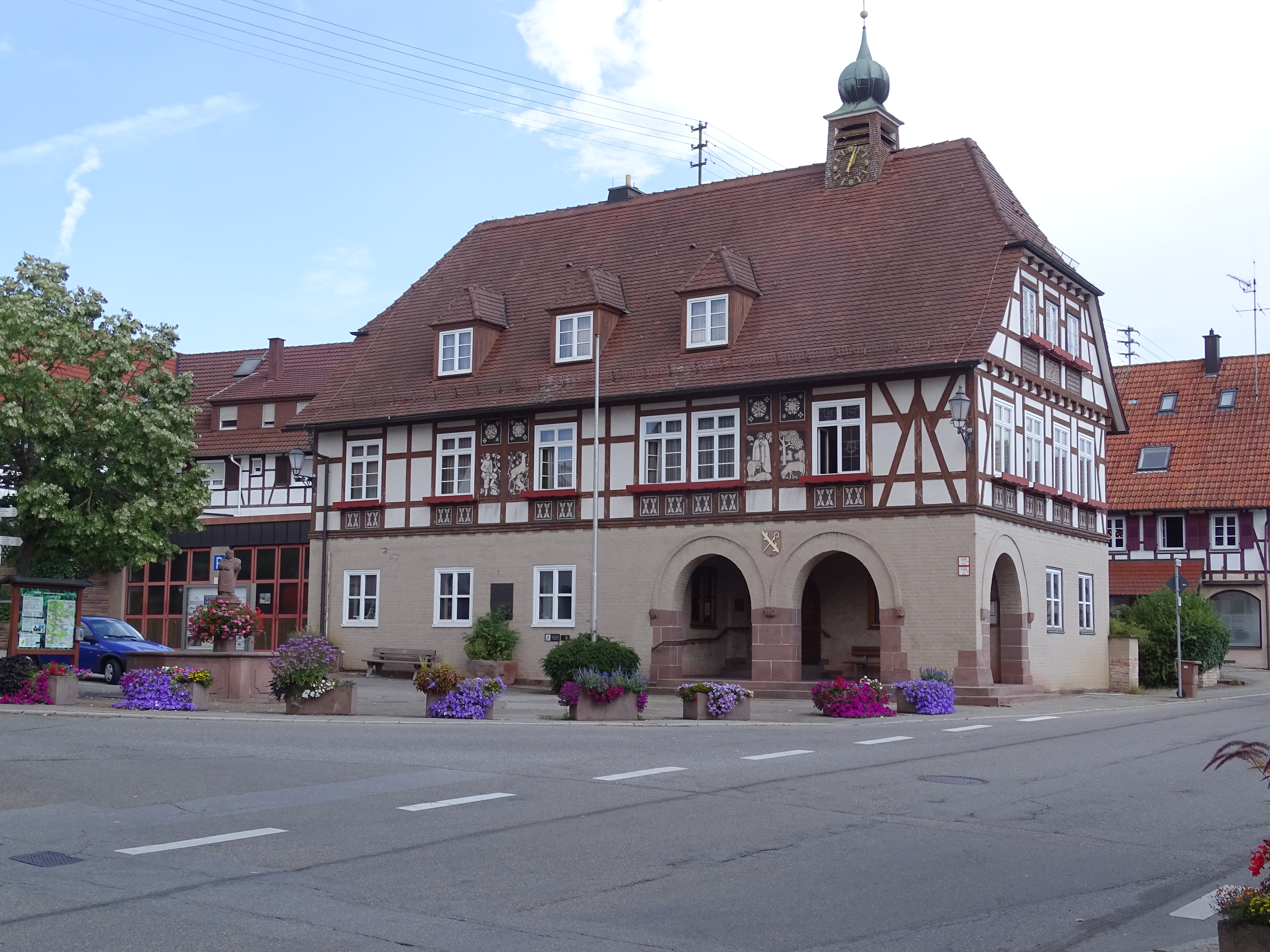
Rathaus
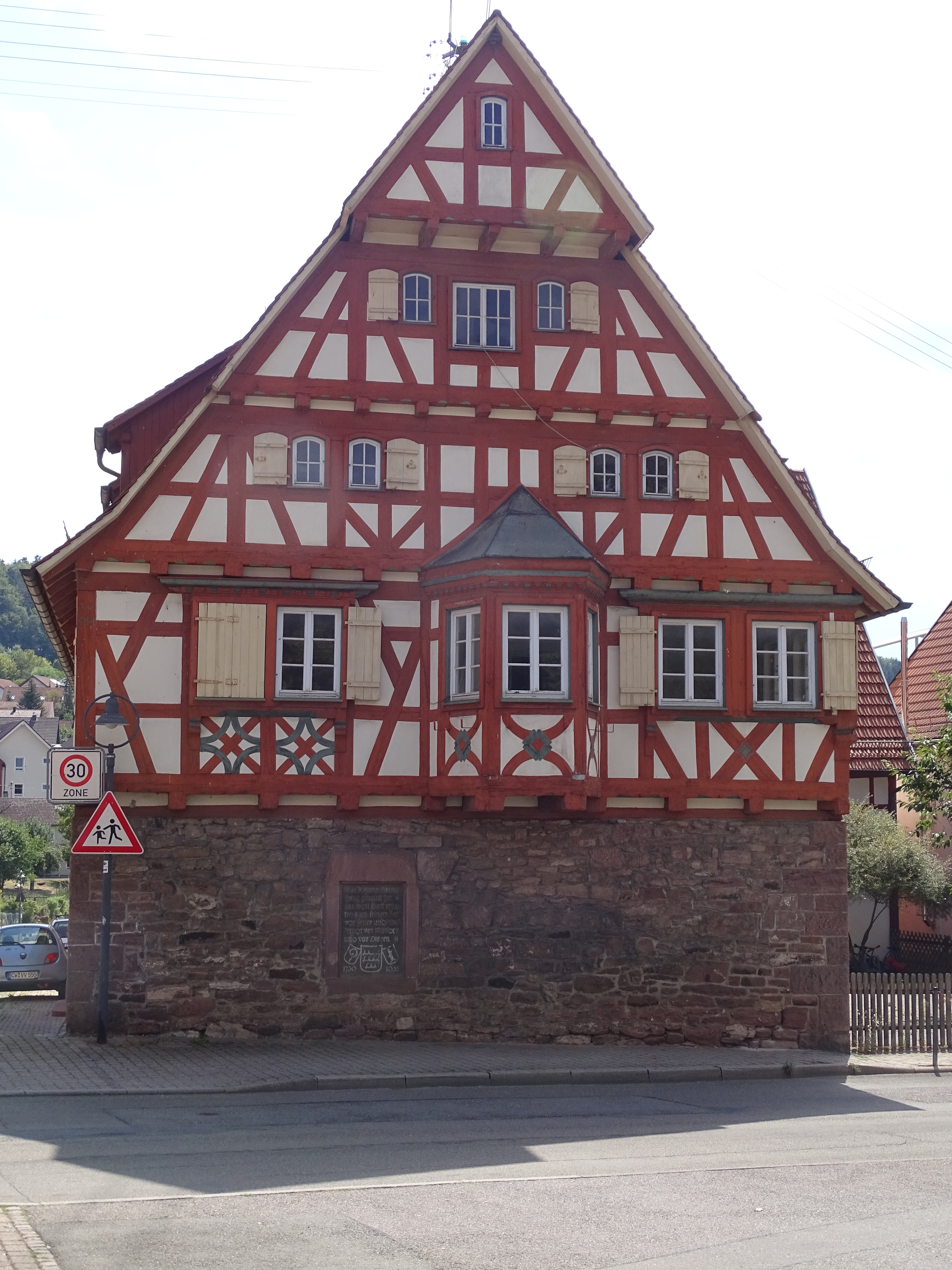
Fischerhaus
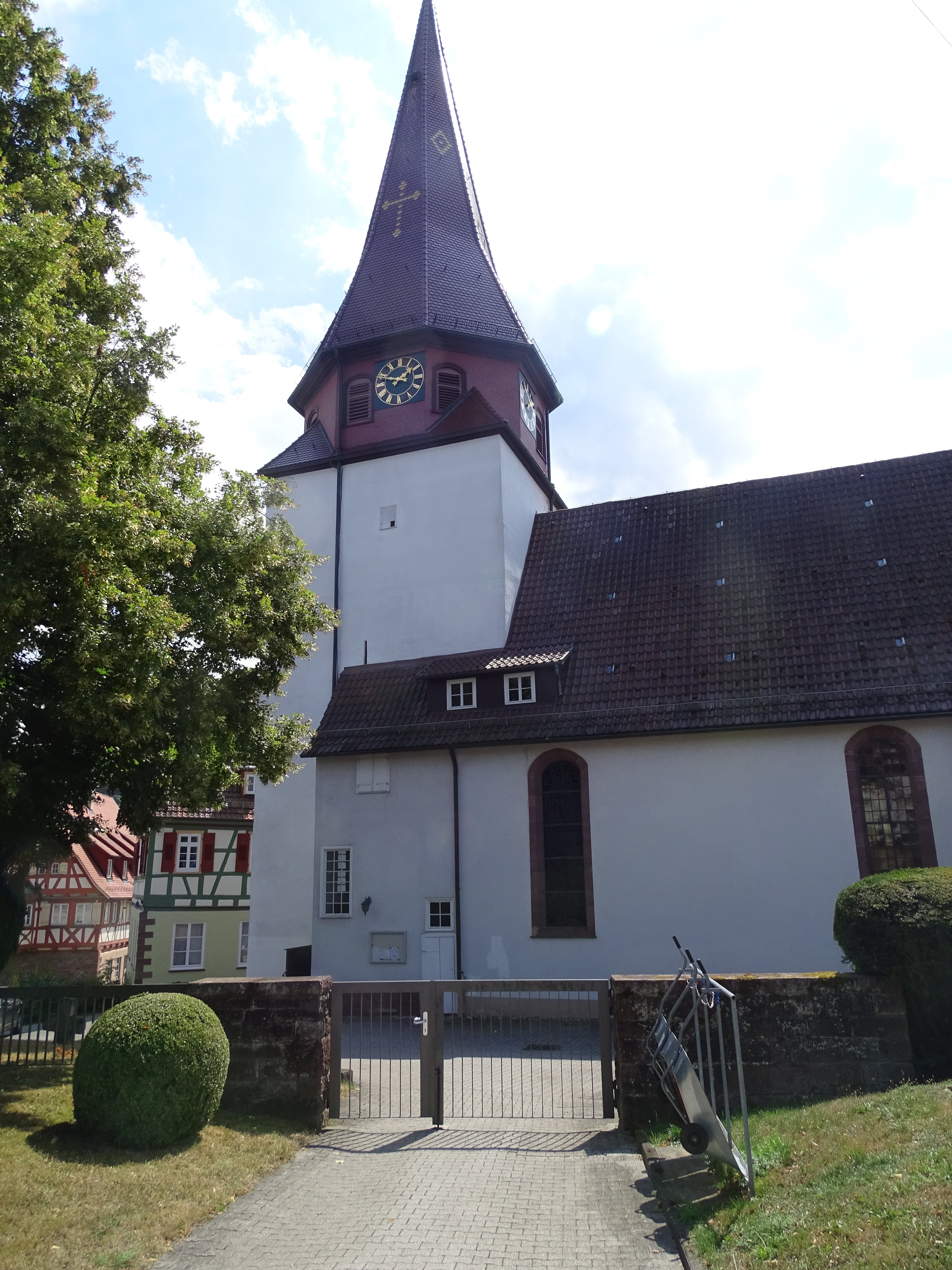
Martinskirche
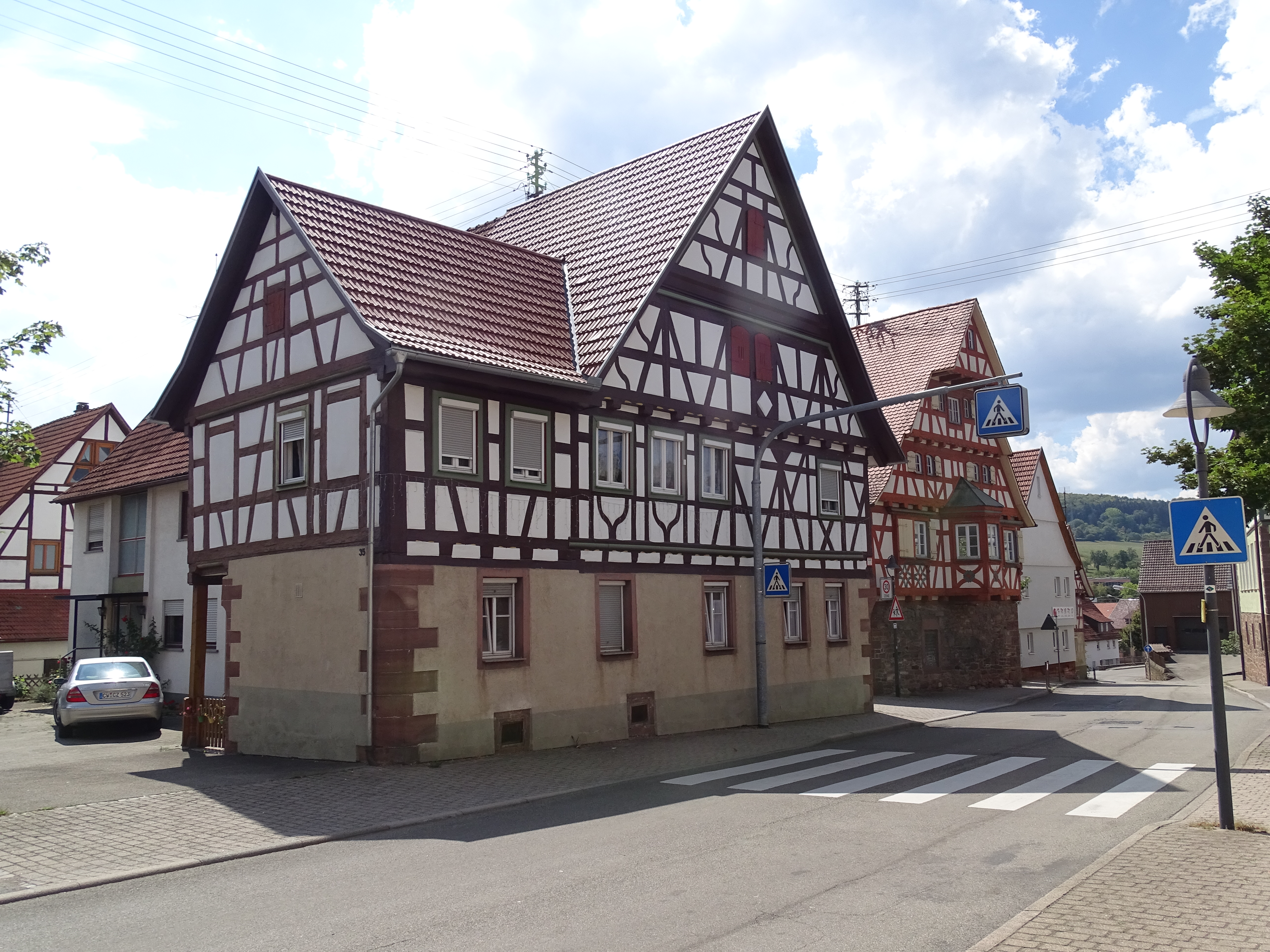
Gebäude
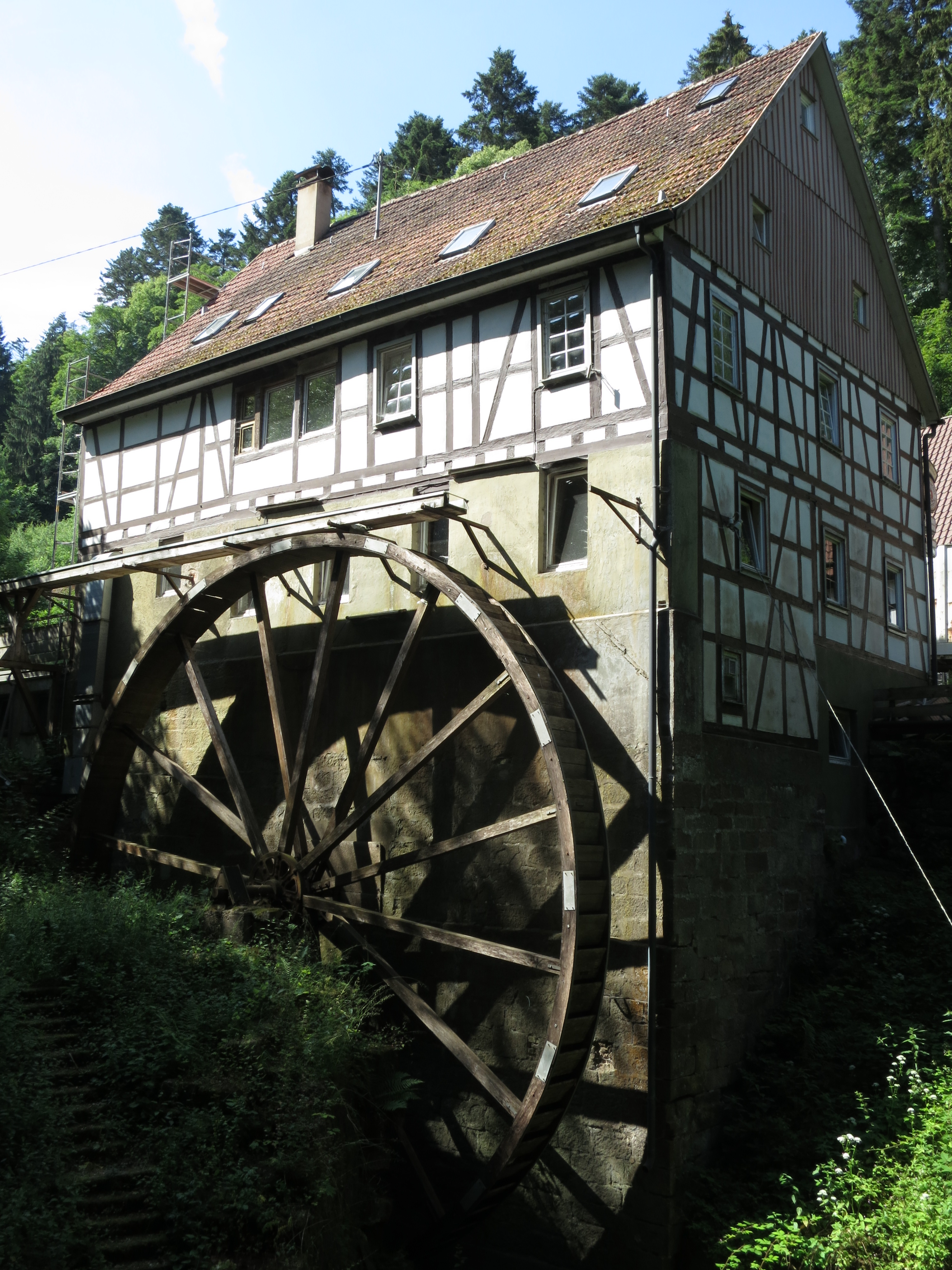
Untere Mühle, Schleiftal